# San Felipe (Guatemala)
San Felipe é uma cidade da Guatemala do departamento de Retalhuleu.